# José Otácio Oliveira Guedes
José Otácio Oliveira Guedes (São Sebastião do Maranhão, 26 de fevereiro de 1974) é um prelado brasileiro da Igreja Católica, atual bispo auxiliar da Arquidiocese de Belo Horizonte.

## Biografia
Ingressou no Seminário São José da arquidiocese de Niterói em 1991, concluindo a formação inicial no Colégio Maria Mater Ecclesiae, em Roma. Bacharel em Teologia pelo Pontifício Ateneu Regina Apostolorum de Roma (1995-1998) e curso filosófico com os beneditinos, na Faculdade de São Bento do Rio de Janeiro (1993-1994).
Foi ordenado diácono no dia 9 de outubro de 1999 e recebeu a ordenação presbiteral em 29 de agosto de 2000, por Dom Carlos Alberto Etchandy Gimeno Navarro. Foi formador no Seminário Maior da arquidiocese de Niterói: vice-reitor (2001-2003), reitor do seminário maior (2004-2006) e formador dos seminaristas de Filosofia (2013-2016). Foi capelão da Igreja Imaculada Conceição, em Niterói (2001-2006). Membro do Conselho Presbiteral e do Colégio de Consultores (2004-2006). Fez o doutorado em Teologia Bíblica pela Pontifícia Universidade Católica do Rio de Janeiro (PUC-Rio) entre 2008 e 2012.
Realizou serviços de pároco da paróquia São Pedro Apóstolo de Venda das Pedras, em Itaboraí (2006-2012). Entre 2013 e 2016, foi o diretor do Instituto Filosófico e Teológico do Seminário São José de Niterói e assistente da Pastoral Universitária, além de coordenador dos cursos de Teologia para Leigos e formação de catequistas da Arquidiocese de Niterói. Também foi professor de exegese do Novo Testamento na graduação e pós-graduação da PUC-Rio (2003-2008; 2012-2017).
De 2017 a 2020, foi missionário na arquidiocese de Porto Velho, no projeto Igrejas Irmãs. Em Porto Velho, foi administrador da área missionária de União Bandeirantes e da comunidade Santa Dulce dos Pobres do Bairro Novo, e professor de Bíblia no Seminário São João XXIII e da Faculdade Católica de Rondônia. De 2020 até sua nomeação ao episcopado, exerceu a função de reitor do Pontifício Colégio Pio Brasileiro, em Roma.
Em 15 de maio de 2024, foi nomeado pelo Papa Francisco como bispo auxiliar de Belo Horizonte, recebendo a dignidade de bispo titular de Severiana. Recebeu a ordenação episcopal no dia 10 de agosto próximo, no Ginásio Esportivo do Colégio Salesianos de Niterói, tendo como ordenante principal Dom José Francisco Rezende Dias, arcebispo de Niterói, coadjuvado por Dom Walmor Oliveira de Azevedo, arcebispo de Belo Horizonte e por Dom Lindomar Rocha Mota, bispo de São Luís de Montes Belos.